# Kuo Šou-ťing
Kuo Šou-ťing (čínsky pchin-jinem Guō Shǒujìng, znaky 郭守敬; 1231 Sing-tchaj, Che-pej – 1316) byl čínský astronom a matematik žijící v období vlády dynastie Jüan. Jezuitský misionář Johann Adam Schall von Bell ho prohlašoval za „čínského Tycho Braha“.

## Jména
Kuo Šou-ťing používal zdvořilostní jméno Žuo-s’ (čínsky pchin-jinem Ruòsī, znaky 若思).

## Život

### Mládí
Kuo Šou-ťing se narodil roku 1231 ve městě Sing-tchaj ležícím v provincii Che-pej. Jména jeho rodičů jsou neznámá, otec zemřel, když byl Kuo ještě dítě a matka ho opustila. Vychovával ho především dědeček Kuo Jung, známý po Číně díky odborným znalostem v celé řadě oborů, od konfucianismu po astronomii, matematiku a hydrauliku.
Kuo se učil vše, co mu děda předkládal a brzy se projevilo jeho výjimečné technické nadání. Už v dětském věku si hrál s předměty, zjišťoval, jak fungují a jak by je mohl změnit, nebo udělat lépe. Ve 14 nebo 15 letech se dostal k plánům vodních hodin, na kterých pracoval jeho děd, pochopil jak fungují a zdokonalil je. Poté začal studovat matematiku, díky níž dosáhl hlubšího porozumění hydraulice i astronomii. Z těchto základů čerpal po celý život.

### Dospělost
Od roku 1251 získal post v místní správě, pracoval na zdokonalení obecního vodovodu, podílel se na opravě mostu. Jeho schopnosti nezůstaly bez povšimnutí. Koncem 50. let prostřednictvím přítele Čang Wen-čchiena, zaměstnaného v mongolské administrativě, získal přístup k chánovi Chubilajovi. Chubilaj si uvědomoval význam vodohospodářských staveb, zavlažování a vodní dopravy pro rozvoj hospodářství a stabilitu říše. Proto Kua pověřil dohledem nad hospodařením s vodou v oblasti mezi Ta-tu (dnešní Peking, tehdejší hlavní město) a Žlutou řekou. Zásobování Pekingu vodou se Kuo rozhodl zajistit z pramenů v horách Šen-šan, 30 km vzdálených. Navrhl a vybudoval soustavu kanálů spojujících řeky v okolí města, která zajistila dostatek vody. V letech 1292–1293 opravil a rozšířil Velký kanál, spojující metropoli s povodím Žluté řeky a řek Chuaj a Jang-c’-ťiang. Po úspěchu tohoto projektu si Chubilaj velmi cenil jeho práce a pověřoval ho dalšími projekty v jiných částech říše. Kuo se stal hlavním vládním expertem na hydrauliku, matematiku a astronomii.
Současně se věnoval konstrukci astronomických přístrojů. Zdokonalil gnómon,  zjednodušil sférický astroláb, a používal vodou poháněný astroláb (armillární sféru) zvaný Ling-lung-i. Gnómon vylepšil, aby mohl přesněji stanovit čas. Zkvalitnil postupy měření azimutu a úhlů obecně.
Chubilaj jemu, Čangovi a Wang Sünovi přikázal vypracování přesnějšího kalendáře. Trojice začala výstavbou nové observatoře u Teng-fongu. Po jejím dokončení postavili dalších 26 observatoří po celé Číně, s cílem získat dostatečné množství dat pro výpočty. Roku 1280 Kuo kalendář dokončil, přičemž délku roku vypočetl na 365,2425 dnů, hodnotu lišící se o pouhých 26 sekund od délky používané v současné době. Jeho kalendář užívali Číňané po staletí, kdy měli nejpřesnější kalendář na světě, těsně následovaný gregoriánským kalendářem. Roku 1283 byl Kuo povýšen na ředitele observatoře v Pekingu a roku 1292 se stal hlavou úřadu vodních staveb. Celý život se věnoval rozsáhlým studiím sférické trigonometrie. Po smrti Chubilaje Kuo nadále pracoval ve státní správě. Zemřel roku 1316.
Je po něm pojmenován asteroid 2012 Guo Shou-Jing.